# یاگمیرمیرات آنامیرادو
یاگمیرمیرات آنامیرادو (ترکمنی: Ýagmyrmyrat Kulanmyradowiç Annamyradow؛ زادهٔ ۱۹ اکتبر ۱۹۸۲) بازیکن سابق و مربی فوتبال اهل ترکمنستان است.
از باشگاه‌هایی که در آن بازی کرده است می‌توان به باشگاه فوتبال نوبهار نمنگان و باشگاه فوتبال کپه‌داغ عشق‌آباد اشاره کرد.
وی همچنین در تیم ملی فوتبال ترکمنستان بازی کرده است.